# Ekspress-Nunatak
Der Ekspress-Nunatak (russisch Гора Экспресс) ist ein isolierter Nunatak im ostantarktischen Königin-Maud-Land. Er ragt 16 km nördlich des Stabben auf.
Norwegische Kartografen nahmen anhand von Luftaufnahmen und Vermessungen der Norwegisch-Britisch-Schwedischen Antarktisexpedition (1949–1952) und Luftaufnahmen der Dritten Norwegischen Antarktisexpedition (1956–1960) eine Kartierung vor. Eine weitere Kartierung sowie die Benennung erfolgte 1961 im Zuge einer sowjetischen Antarktisexpedition.